# Старий двір (фільм)
Старий двір (рос. Старый двор) — радянський короткометражний комедійний художній фільм 1941 року, знятий на кіностудії «Союздитфільм».

## Сюжет
Управдом Синичкин одержимий планом перетворення двору в місце культурного відпочинку. Весь час і всі сили віддає він обмірковуванню і складанню проектів. Тим часом двором заволоділа дітвора, перетворивши його в футбольне поле. Азарт передається дорослим і навіть глибокодумному управдому…

## У ролях
- Михайло Рум'янцев — Синичкин
- Петро Галаджев — двірник
- Костянтин Немоляєв — двірник
- Олександр Тімонтаєв — двірник
- А. Лаврухін — футболіст
- Л. Грудіна — футболістка
- Сергій Комаров — мешканець
- Анатолій Нахімов — мешканець
- Іона Бій-Бродський — мешканець
- Еммануїл Геллер — мешканець
- Олена Максимова — епізод
- Людмила Тіссе — епізод
- Рина Зелена — домогосподарка
- Ю. Господінова — епізод
- Людмила Наришкіна — епізод

## Знімальна група
- Режисер — Володимир Немоляєв
- Сценаристи — Володимир Немоляєв, Валентина Ладигіна
- Оператор — Олександр Петров
- Композитори — Анатолій Лєпін, Леонід Половинкин
- Художники — Сергій Козловський, Петро Галаджев